# Contra viento y marea (álbum)
Contra Viento y Marea es el primer álbum colaborativo y cuarto álbum del dúo Triple Seven.
Este álbum cuenta con la participación de varios artistas como Zammy, Redimi2, Manny Montes, Quest, Dr. P, entre otros; además es el primer álbum de su sello T7 Música.

## Promoción y lanzamiento
Luego del álbum Rompiendo los límites, el dueto puertorriqueño participó en diversos álbumes colaborativos como Linaje Escogido de All Star Records, Los Inmortales de Manny Montes, donde anunciaban su próximo proyecto discográfico titulado Contra Viento y Marea. De la mano de DJ Pablo, quien produjo el álbum en su totalidad, participaron algunos artistas conocidos que habían aparecido en Vida Nueva como DNY, Quest, Manny Montes, Zammy, Dr. P, o debutando como Jey, Emanuel, Mr. Chévere, y otros artistas presentados por el dueto como Gran Manuel.
«Tratarán (Remix)» de Triple Seven, Quest, Mr. Chévere y Zammy, que reunía audios de las canciones inéditas de Zammy para el álbum, versos exclusivos de Aby & Pichie y fragmentos de «Llámalo» de Visión Quest, fue el sencillo para anunciar la fecha de lanzamiento del proyecto para julio de 2006. En esta canción se anunciaba la participación de Funky, lo cual, no sucedió. Sin embargo, en la canción «Unión» de este álbum, se anuncia Funkytown Music como los sellos que colaboraron para la realización del mismo. Asimismo, en este tema se menciona a Un-Sin Records de Maso y Vision Records de Rey Pirin, pero éstos tampoco interpretan una pista en este recopilatorio.

## Lista de canciones
| N.º | Título                               | Productor(es)         | Duración |  |
| 1.  | «Intro» (Triple Seven)               | DJ Pablo              | 1:46     |  |
| 2.  | «La Carrera» (Triple Seven)          | DJ Pablo              | 3:03     |  |
| 3.  | «Trataran» (Zammy)                   | DJ Pablo              | 2:48     |  |
| 4.  | «Con Gozo» (Dr. P)                   | DJ Pablo              | 3:30     |  |
| 5.  | «Fiel» (Emanuel)                     | DJ Pablo              | 3:47     |  |
| 6.  | «Seguiré Luchando» (Redimi2)         | DJ Pablo              | 3:09     |  |
| 7.  | «Si Tu No Estás» (Quest)             | DJ Pablo, Mr. Chévere | 3:11     |  |
| 8.  | «Aguanta Presión» (Manny Montes)     | DJ Pablo              | 2:33     |  |
| 9.  | «Tu Presencia» (Gran Manuel)         | DJ Pablo              | 2:46     |  |
| 10. | «Gana la Pelea» (Harold El Guerrero) | DJ Pablo              | 2:52     |  |
| 11. | «No Quiero Ser Igual» (Mr. Chévere)  | DJ Pablo, Mr. Chévere | 3:02     |  |
| 12. | «Lunático» (Double D)                | DJ Pablo              | 3:11     |  |
| 13. | «Una Llamada» (Donteo & Yanel)       | DJ Pablo              | 3:25     |  |
| 14. | «Andan Pendiente» (Mario Brothers)   | Lui                   | 3:09     |  |
| 15. | «Cuantas Veces» (Karina y Quest)     | DJ Pablo              | 3:35     |  |
| 16. | «Con Quien» (Steady & Nito)          | DJ Pablo              | 3:02     |  |
| 17. | «Hoy Comprendí» (Mr. Boy)            | DJ Pablo              | 3:04     |  |
| 18. | «Nos Fuimos» (Papo V)                | DJ Pablo              | 2:34     |  |
| 19. | «Unión» (Triple Seven)               | DJ Pablo, Mr. Chévere | 2:57     |  |